# A scarcity of miracles
A scarcity of miracles is een studioalbum van het Britse trio Jakko Jakszyk, Robert Fripp en Mel Collins. Jakszyk (bewonderaar van Fripp) zat met diezelfde Fripp wat muziek op te nemen, zonder de bedoeling te hebben het ooit uit te geven. Jakszyk nam de opnamen mee naar huis en begon wat aan de muziek te sleutelen. Collins voegde zich bij hem; zij speelden vaker samen en hoorde muzieklijnen die nog opgenomen moesten worden en dat kon hij prima doen op de saxofoon. Omdat de opnamen toch een meer vastere vorm hadden aangenomen werden Tony Levin en Gavin Harrison ingeschakeld om er echte songs van te maken. Of alle leden elkaar tijdens de opnamen hebben gezien is dus twijfelachtig.
Met Fripp, Collins, Levin en Harrison zijn vier ex-leden van King Crimson te horen, zonder dat het King Crimson is. Dat soort opnamen verschenen in het verleden in A King Crimson Projekct maar die terminologie bleef achterwege. Fripp deelde mee dat het een eenmalige gebeurtenis zou blijven. Jakszyks band met King Crimson was aanvankelijk dat hij meespeelde in de muziekgroep The 21st Century Schizoid Band, bestaande uit ex-King Crimson leden. In 2014 echter duiken alle genoemde muzikanten op in een heropgericht King Crimson.
De muziek van dit album sluit meer aan bij de vroege King Crimson uit de jaren 70, dan bij het laatste werk van die band. Veelvuldig zijn Fripps soundscapes te beluisteren. Opnamen vonden plaats in de DGM Sound Studio, slagwerk werd opgenomen in Bourne Place in Hertfordshire.

## Musici
- Robert Fripp – gitaar, soundscapes
- Mel Collins – saxofoons, dwarsfluit
- Jakko Jakszyk – gitaar, zang, Gu Zheng, toetsinstrumenten
- Tony Levin – basgitaar, Chapman Stick
- Gavin Harrison – slagwerk

## Muziek
| Nr. | Titel                  | Duur |
| --- | ---------------------- | ---- |
| 1.  | A scarcity of miracles | 7:27 |
| 2.  | The price we pay       | 4:49 |
| 3.  | Secrets                | 7:48 |
| 4.  | This house             | 8:37 |
| 5.  | The other man          | 5:59 |
| 6.  | The light of day       | 9:02 |